# Леон Маршан
Леон Маршан (на френски: Léon Marchand) е френски плувец, световен и олимпийски рекордьор в дисциплината 400 метра съчетано плуване. Носител на четири златни медала от олимпийските игри в Париж през 2024 година в дисциплините 400 метра съчетано, 200 метра бътерфлай, 200 метра съчетано и 200 метра бруст. По този начин става четвъртият плувец, който печели четири златни медала в индивидуалните дисциплини на едни олимпийски игри. Носител е и на пет златни медала от световните първенства по плуване през 2022 и 2023 година.
Роден е в Тулуза и е син на плувците Ксавие Маршан и Селин Боне. Като дете тренира джудо и ръгби преди да се насочи към плуването. В младежките състезания се доказва като добър плувец, но не е сред най-добрите плувци на страната.
Член е на плувния отбор на Аризонския университет, където и живее от 2021 година.

## Успехи

### Олимпийски игри
- – Париж 2024 – 400 м съчетано
- – Париж 2024 – 200 м бътерфлай
- – Париж 2024 – 200 м съчетано
- – Париж 2024 – 200 м бруст
- – Париж 2024 – 4х100 м съчетано

### Световни първенства
- – Будапеща 2022 – 200 м съчетано
- – Будапеща 2022 – 400 м съчетано
- – Фукуока 2023 – 200 м бътерфлай
- – Фукуока 2023 – 200 м съчетано
- – Фукуока 2023 – 400 м съчетано
- – Сингапур 2025 – 200 м съчетано
- – Сингапур 2025 – 400 м съчетано
- – Будапеща 2022 – 200 м бътерфлай
- – Сингапур 2025 – 4x100 м съчетано